# Oxybelis aeneus
Oxybelis aeneus là một loài rắn trong họ Rắn nước. Loài này được Wagler mô tả khoa học đầu tiên năm 1824.
Nó được tìm thấy ở miền nam Arizona ở Hoa Kỳ, thông qua Mexico, đến miền bắc Nam Mỹ và Trinidad và Tobago.

## Hình ảnh

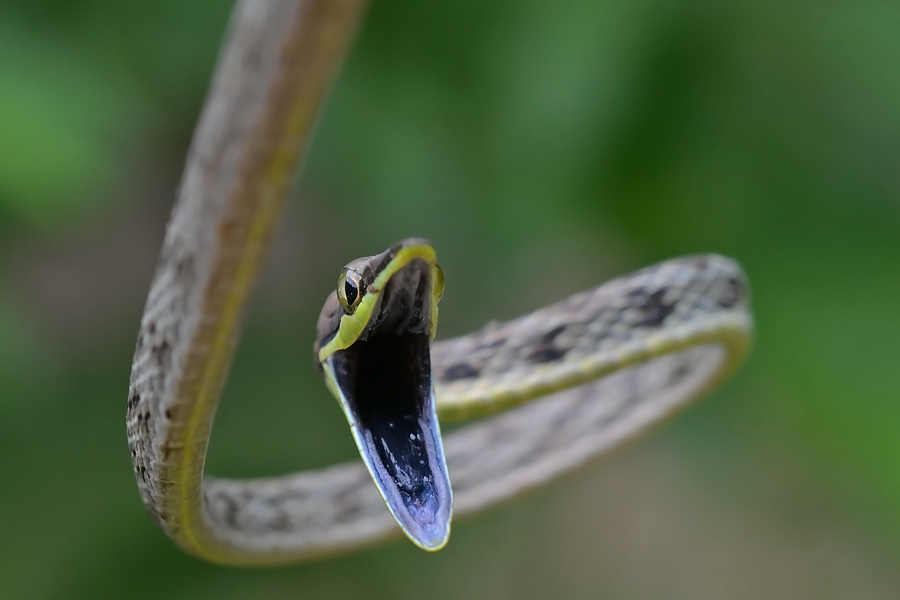
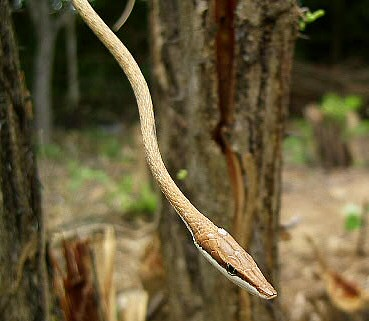
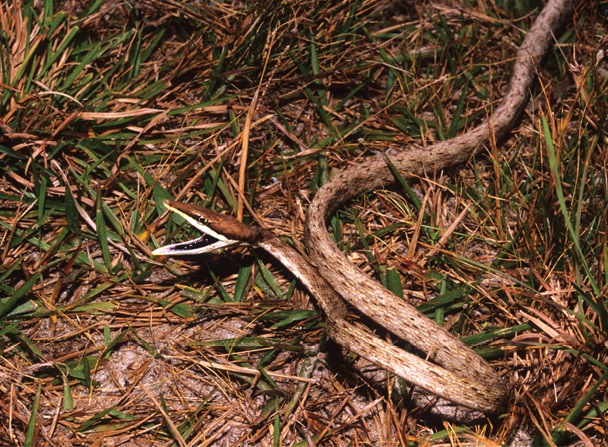